# Park Zdrojowy w Busku-Zdroju
Park Zdrojowy w Busku-Zdroju – park zdrojowy o powierzchni 16 ha w Busku-Zdroju, znajdujący się w południowej części miasta. Właścicielem parku jest urząd miasta Busko-Zdrój. Obecnie park przechodzi modernizację

## Historia
Pierwszy zakład przyrodoleczniczy w Busku stworzył dzierżawca miasta generał Feliks Rzewuski, projektowanie Łazienek zlecił włoskiemu architektowi Henrykowi Marconiemu, założenie parku ogrodnikowi Ignacemu Hanuszowi. Przez park mieli przechodzić powstańcy, podczas wycofywania się po bitwie pod Grochowiskami. Park był również miejscem tajnych konspiratorów w r. 1905 oraz POW. W r. 1952 zlikwidowano bilety do parku. Ponadto rozszerzono park o sąsiadujące tereny leśne i nadano im nazwę  "Park 1 Maja". Dwa lata później dyrektor uzdrowiska przekazał park 1 Maja sanatorium wojskowemu. Do końca lat 70. w parku znajdowały się oranżerie i dom ogrodnika, zwany "Imosówką" (architekt Henryk Marconi) od nazwiska ostatniego ogrodnika zdrojowego Tadeusza Imosy. Dom odbudowano w r. 1982.
W ostatnim okresie Park Zdrojowy’ powiększono. W zachodniej części Parku Zdrojowego powstała, druga co do wielkości w Polsce, Tężnia Solankowa wraz z Domem Zdrojowym i pijalnią wód. Obok obiektu zlokalizowana jest całoroczna mini tężnia. Stara część Parku Zdrojowego przeszła rekultywację. Zostały odtworzone pierwotne założenia architektoniczno-krajobrazowe z lat 60 XX wieku. W latach 2014–2020 projekt był współfinansowany ze środków Europejskiego Funduszu Rozwoju Regionalnego.

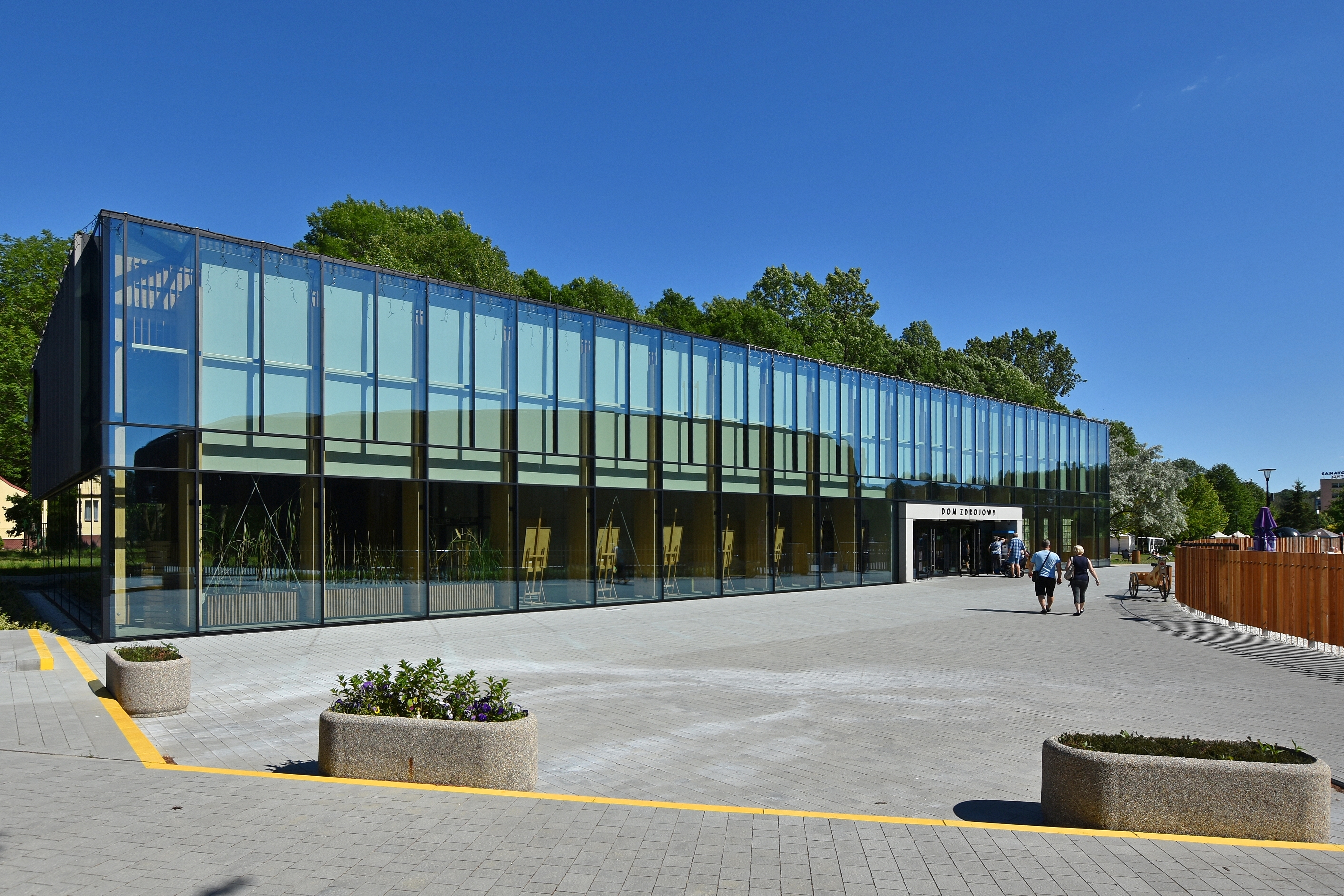
Dom Zdrojowy
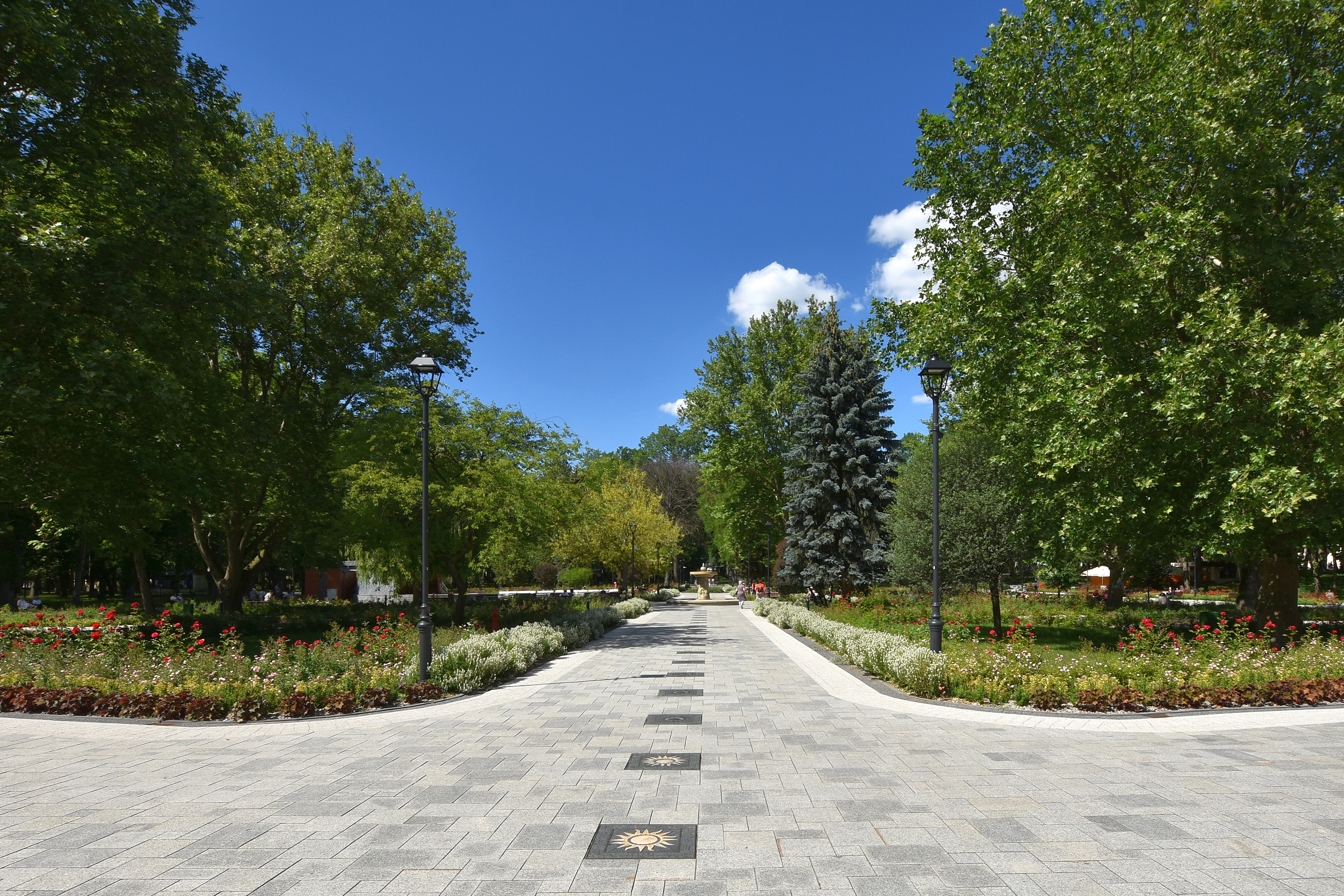
Aleja parkowa
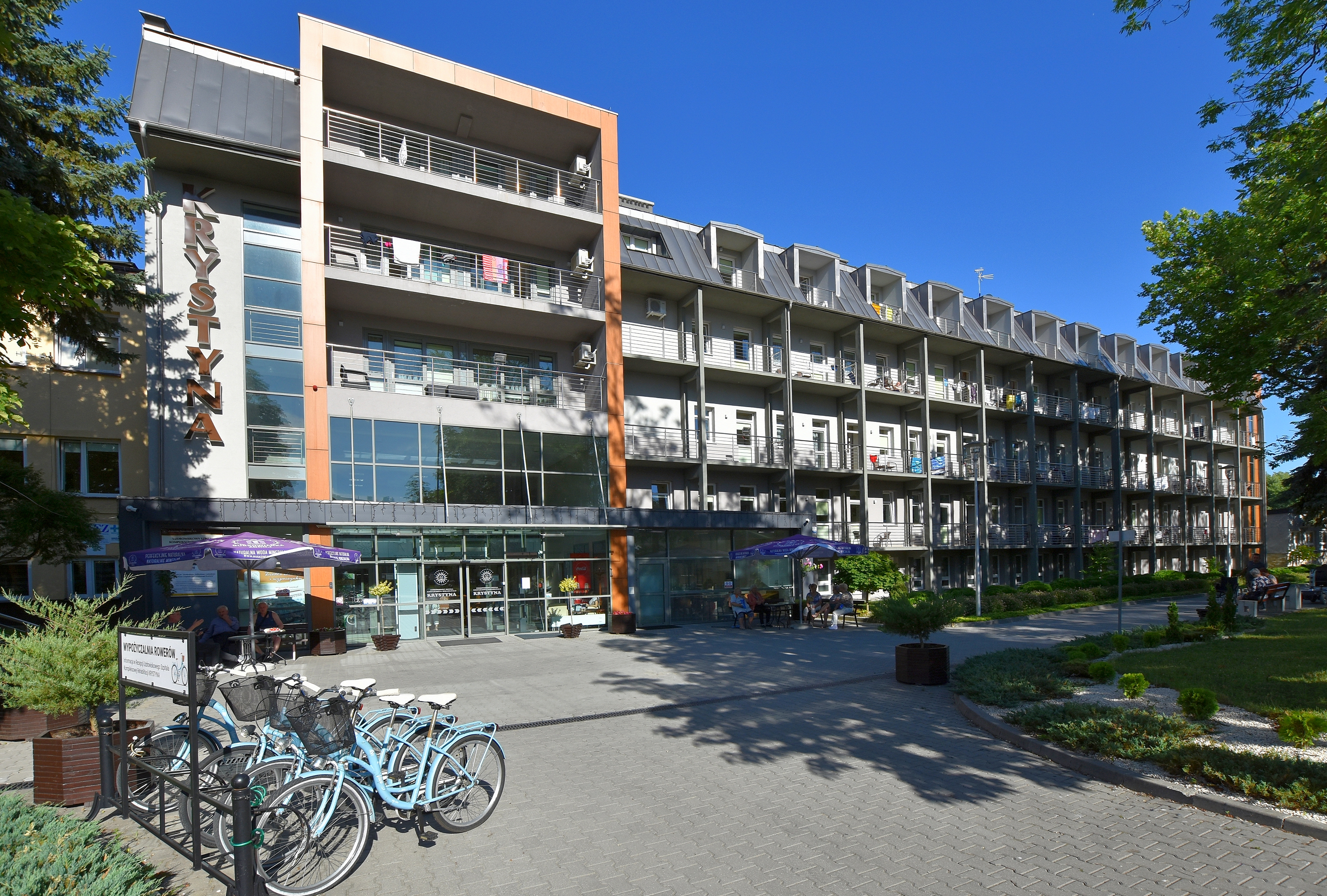
Szpital Uzdrowiskowy Krystyna

## Park
Składa się z trzech części:
- ogrodu łazienkowego o powierzchnio 16 ha, ogrodzonego.
- promenady łączącej ogród z centrum miasta, o długości 859 m (Aleja Mickiewicza)
- skweru na pl. Zwycięstwa, pow. 0,7 ha[1]

## Obiekty na terenie parku
- "Łazienki" - najstarsze sanatorium w Busku-Zdroju
- restauracja
- muszla koncertowa[7]
- Aleja Gwiazd związanych z polską muzyką klasyczną[3]
- kaplica św. Anny, po rekonstrukcji[3]
- korty tenisowe
- plac zabaw dla dzieci
- pomnik zakochanych[8]
- pomnik buskiego kolarza[9]
- tężnia solankowa[10]
- plac zabaw - statek[11]

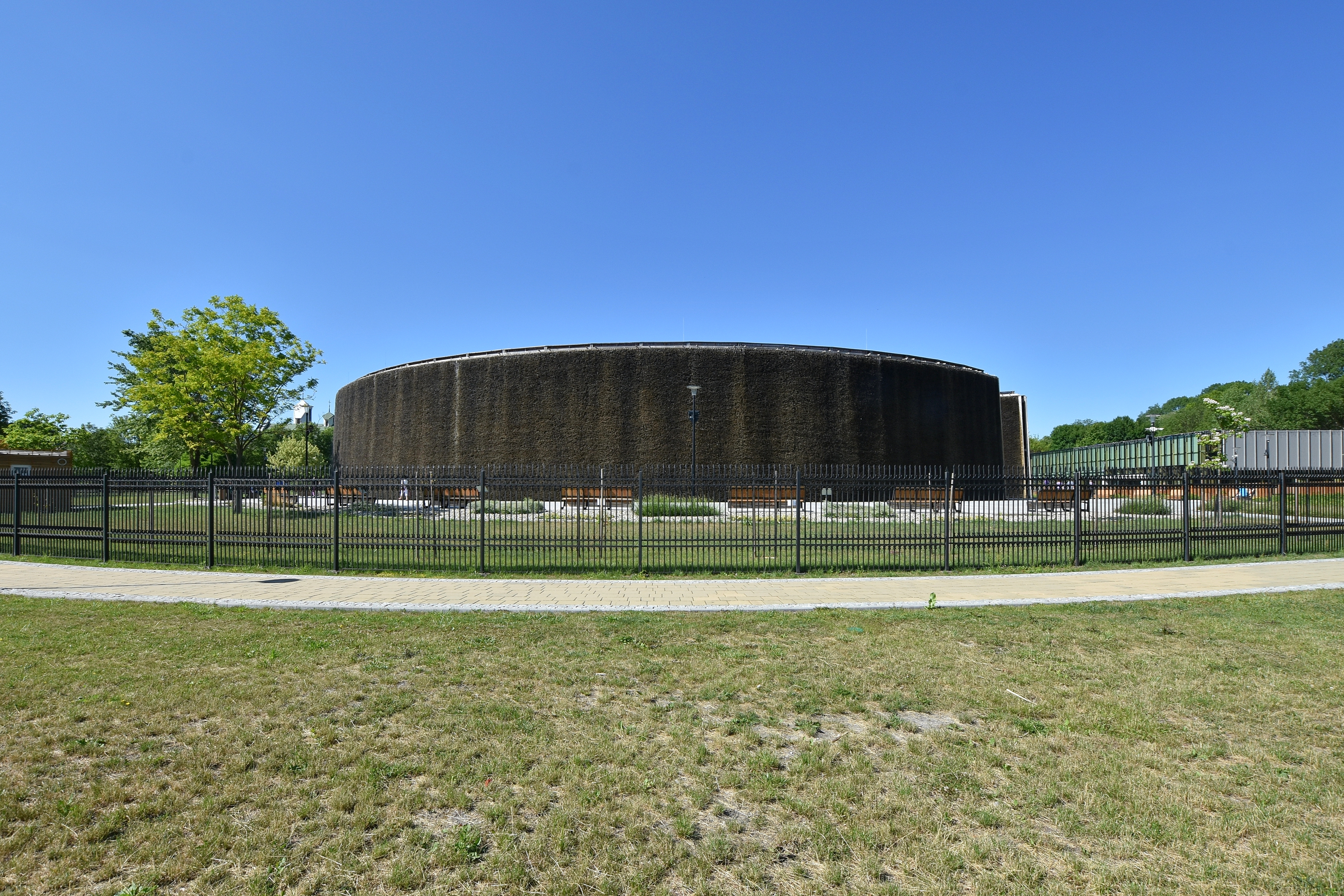
Tężnia
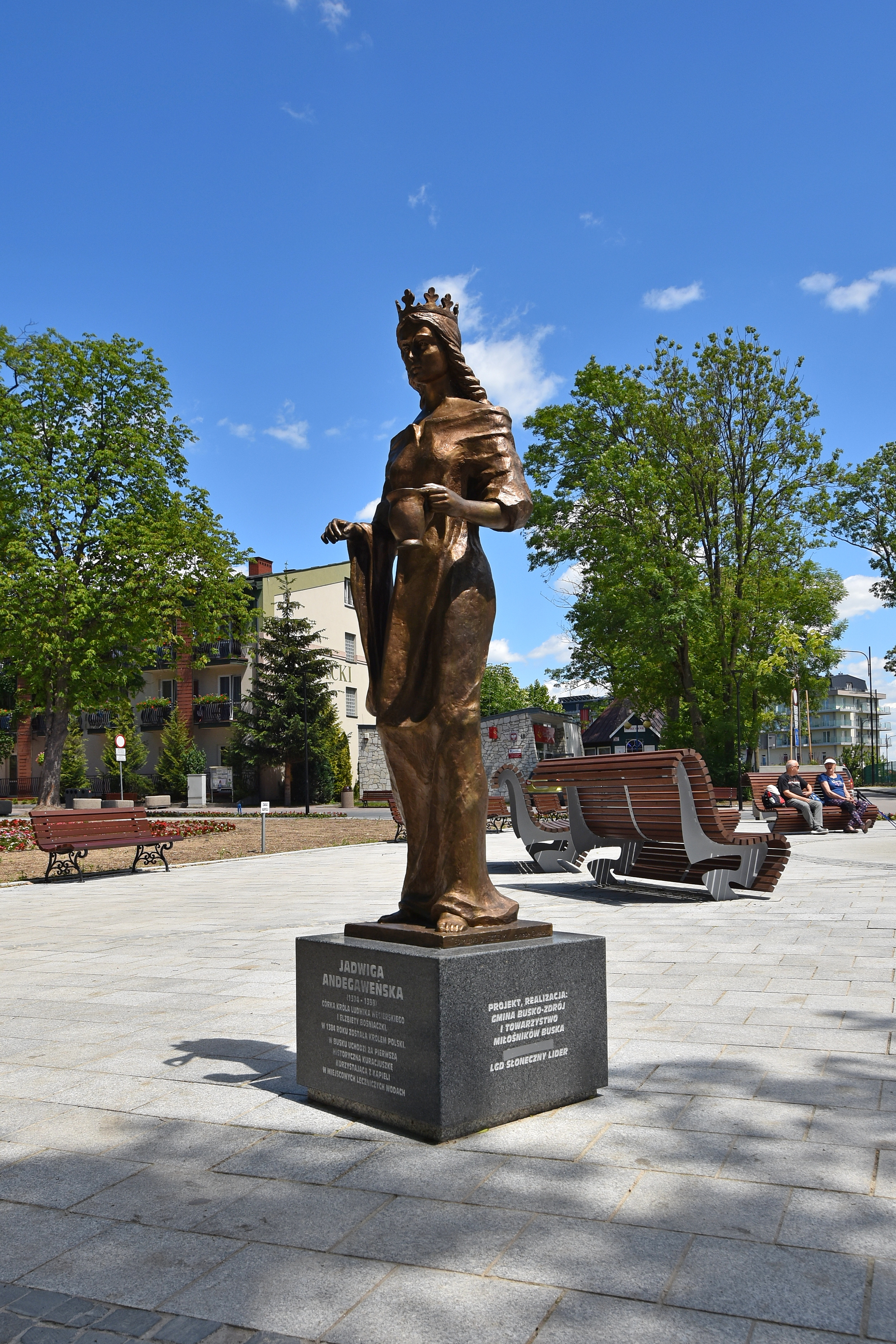
Jadwiga Andegaweńska
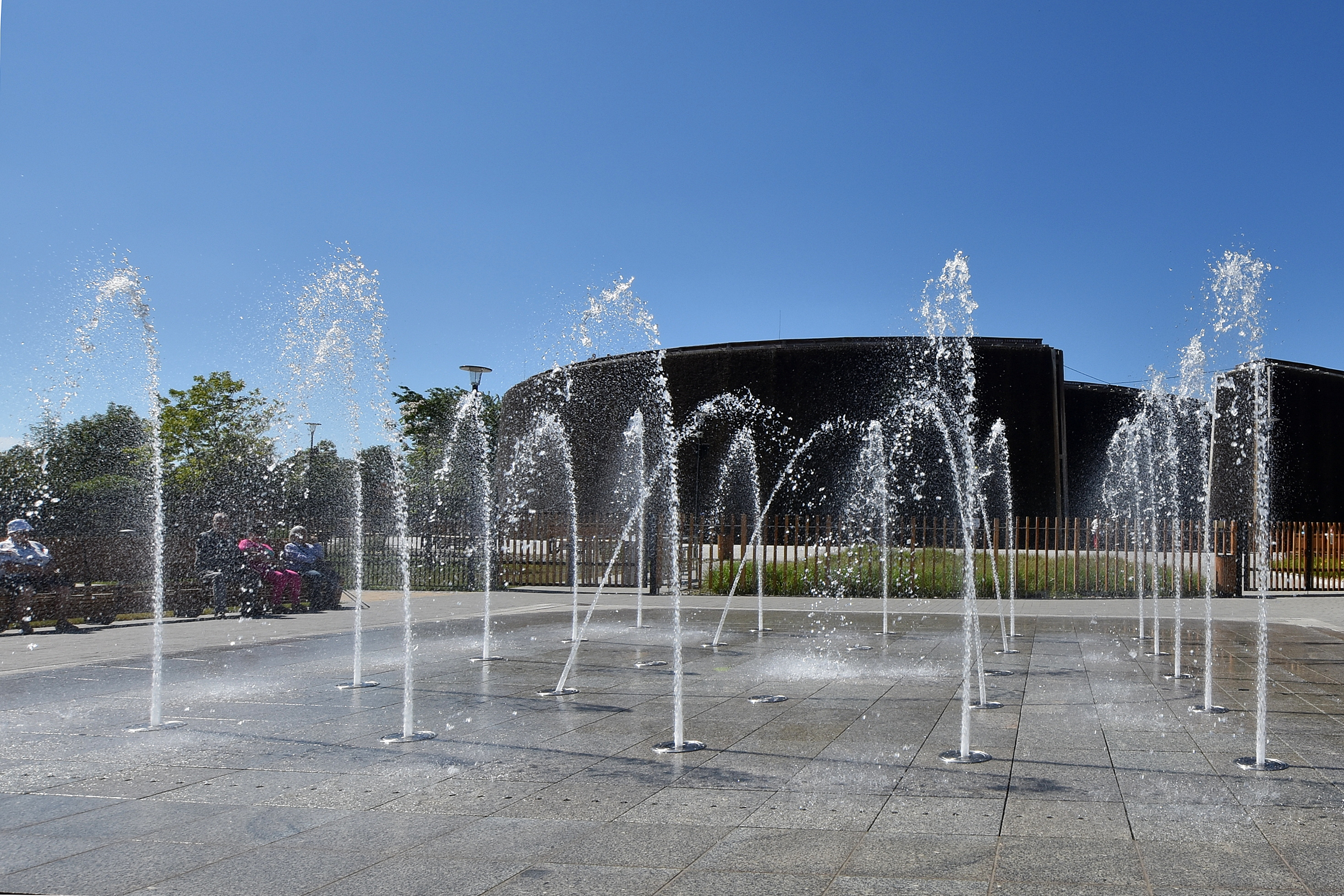
Fontanna multimedialna

## Flora i fauna
W ogrodzie rośnie 4500 drzew. Najliczniej występują klon zwyczajny, jesion, klon jawor, grab pospolity, robinia akacjowa. lipa drobnolistna, kasztanowiec zwyczajny, wiąz szypułkowy.  Są również i gatunki rzadkie, m.in. klęk kanadyjski, wierzba biała, kasztanowiec czerwony, jabłoń purpurowa, oliwnik wąskolistny. Najwięcej drzew jest w wieku 80-110 lat (27%) i 50-80 lat (26%). Drzewa starsze niż 110 lat stanowią 12% drzewostanu parku.
Faunę parku stanowią m.in. wiewiórki pospolite, dzięcioły, sikory bogatki, wróble domowe, jaskółki dymówki